# جيمس إي. ويلارد
جيمس إي. ويلارد (بالإنجليزية: James E. Willard)‏ هو سياسي أمريكي، ولد في 20 نوفمبر 1903 بفاندرغريفت في الولايات المتحدة، وتوفي في 27 أبريل 1988 في الولايات المتحدة. حزبياً، نشط في الحزب الجمهوري. وقد انتخب عضو مجلس ولاية بنسيلفانيا وانتخب عضو مجلس نواب بنسيلفانيا.